# Olíndico
Olíndico (también conocido por Olónico ¿?-170 a. C.) fue un líder indígena celtíbero que promovió una rebelión contra los romanos comandados por el pretor de la provincia Hispana de Ulterior, Lucio Canuleyo, quién la sofocó con éxito.
No es mucho más lo que se sabe de este acontecimiento, ocurrido en un periodo (años 179-169 a. C.) del que no se tienen muchas noticias en las provincias hispanas, aparte de las incesantes batallas y represalias entre romanos y celtíberos.

## La lanza de Olíndico
De acuerdo con Floro, Olíndico lideraba a sus tropas blandiendo una lanza de plata que afirmaba habérsele sido enviada por los dioses desde el cielo.